# Alatanadata latipennis
Alatanadata latipennis är en fjärilsart som beskrevs av Embrik Strand 1912. Alatanadata latipennis ingår i släktet Alatanadata och familjen tandspinnare. Inga underarter finns listade i Catalogue of Life.

## Bildgalleri

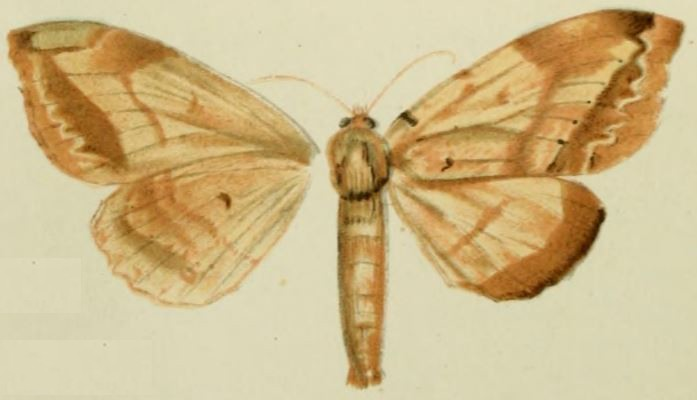